# 薬丸兼文
薬丸 兼文（やくまる かねふみ、嘉永3年（1850年） - 大正3年（1914年））は、幕末の薩摩藩士であり剣客。第十一代薬丸自顕流宗家。息子に薬丸兼吉がいる。

## 経歴
薬丸自顕流を父薬丸兼義（薬丸半左衛門）より学ぶ。七歳より修行を始め、二～三年は続け打ちの稽古ばかり続けた。後、伊地知氏より妻マスを娶り、鹿児島県立第一中学校剣道教師、並びに同校舎監を命ぜられた。明治時代後期、島津家の御墓守に任ぜられ、新屋敷から池之上町の福昌寺門前に移住し、この地で薬丸自顕流を教えた。

## 逸話
- 少年時代、立木を打った数だけ妹が一方の竹筒から他の竹筒へ小石を移し入れることになっていたが、しばしば妹を買収して実際よりも多く石を入れさせていた。しかし、ある日それがバレて父薬丸兼義より大説教を受けたという。父薬丸兼義は大変厳格な人物で、雨の日も毎日座敷で兼文に稽古をつけた。そのため、天井や壁は穴だらけであったという。
- 兼文は物静かな人物であったといわれ、直接門弟の手を取って教えるということをしなかった。いつも座敷から打ちの音を聞いて、「あれは良い打ち」とか「手がしまっていない」といって指導したという。
- 兼文が指導していた時、門弟たちの稽古服は上着を脱いだズボンとシャツだったという。薬丸自顕流では示現流と同様、稽古着は何を着ても構わないとされる。但し、高貴な人物の前で稽古する時は袴を着用することとしていた。